# Giulia Guarieiro
Giulia Guarieiro (født 24. juli 1995) er en kvindelig brasiliansk håndboldspiller som spiller for BM Granollers i División de Honor Femenina og Brasiliens kvindehåndboldlandshold.
Hun repræsenterede Brasilien, under Sommer-OL 2020 i Tokyo, hvor holdet endte på en samlet 11. plads.